# Seis días de Saint-Étienne
Los Seis días de Saint-Étienne era una carrera de ciclismo en pista, de la modalidad de seis días, que se disputaba en Saint-Étienne (Francia). Su primera edición data de 1928 y se disputó hasta 1953, con algún paréntesis.

## Palmarés
| Año       | Ganadores                           | Segundos                       | Terceros                             |
| --------- | ----------------------------------- | ------------------------------ | ------------------------------------ |
| 1928      | Lucien Choury Louis Fabre           | Oscar Daemers Kamiel De Clercq | Alfred Beyl Jean Cugnot              |
| 1929      | Georges Peyrode André Mouton        | Lucien Choury Louis Fabre      | Onésime Boucheron Raymond Hournon    |
| 1930      | Piet van Kempen Francis Fauré       | André Mouton Jean Schorn       | Paul Wuyard Roger Peix               |
| 1931      | Omer Debruycker Albert Billiet      | Henri Aerts Louis Muller       | Armand Haesendonck August Mortelmans |
| 1932-1935 | ediciones no realizadas             |                                |                                      |
| 1936      | Piet van Kempen Jean van Buggenhout | Onésime Boucheron André Mouton | Octave Dayen Georges Wambst          |
| 1937      | Piet van Kempen Jean van Buggenhout | Alfred Crossley Jimmy Walthour | Onésime Boucheron André Mouton       |
| 1938      | Cor Wals Marcel Guimbretière        | André Mouton Jan Pijnenburg    | Octave Dayen Michel Pecqueux         |
| 1939-1948 | ediciones no realizadas             |                                |                                      |
| 1949      | Émile Carrara Raymond Goussot       | Bernard Bouvard Roger Godeau   | Raymond Louviot Victor Pernac        |
| 1950      | Guy Lapébie Achiel Bruneel          | Ernest Thyssen Maurice Depauw  | Arthur Sérès Roger-Jean Le Nizerhy   |
| 1951      | Robert Naeye Ernest Thyssen         | Émile Carrara Guy Lapébie      | Armin von Büren Walter Bücher        |
| 1952      | Émile Carrara Georges Senfftleben   | Bernard Bouvard Roger Godeau   | Marcel Logerot Roger Piel            |
| 1953      | Lucien Gillen Ferdinando Terruzzi   | Otto Ziege Théo Intra          | Robert Chapatte Henri Surbatis       |